# Discografia de Alexandre Pires
A discografia de Alexandre Pires, um cantor e compositor brasileiro, consiste em onze álbuns de estúdio, quatro álbuns ao vivo, quatro álbuns de compilação e outras diversas participações em trabalhos de outros artistas. Em 2001, Alexandre Pires lançou seu álbum de estreia, intitulado É Por Amor, que atingiu um inesperado sucesso. O cantor passou, então, a lançar seus trabalhos duplamente em português e espanhol, alcançado também o público latino. Em 2007, com o álbum A Un Idolo, Pires realizou um aclamado tributo ao ídolo latino Julio Iglesias. 

## Discografia

### Álbuns de estúdio
| Ano                                                                             | Álbum | Melhores posições | Melhores posições | Vendas          | Certificações                      |
| Ano                                                                             | Álbum | EUA Latin         | EUA Latin Pop     | Vendas          | Certificações                      |
| ------------------------------------------------------------------------------- | --- | ----------------- | ----------------- | --------------- | ---------------------------------- |
| 2001                                                                            | É Por Amor - Lançamento: 3 de Julho de 2001 - Gravadora: Sony • BMG - Formato(s): CD, download digital             | 3                 | 2                 | - : + 1.000.000 | - RIAA: 2× Platina - ABPD: Platina |
| 2002                                                                            | Minha Vida, Minha Música - Lançamento: 24 de Setembro de 2002 - Gravadora: Sony - Formato(s): CD, download digital | —                 | —                 |                 |                                    |
| 2003                                                                            | Estrela Guia - Lançamento: 19 de Março de 2003 - Gravadora: BMG - Formato(s): CD, download digital                 | 12                | 6                 | - : 100.000     | - RIAA: Platina - ABPD: Ouro       |
| 2004                                                                            | Alto-Falante - Lançamento: 4 de Janeiro de 2004 - Gravadora: BMG - Formato(s): CD, download digital                | —                 | —                 | - : + 70.000    |                                    |
| 2004                                                                            | Alma Brasileira - Lançamento: 26 de Outubro de 2004 - Gravadora: BMG - Formato(s): CD, download digital            | —                 | —                 |                 |                                    |
| 2005                                                                            | Meu Samba - Lançamento: 4 de Janeiro de 2005 - Gravadora: BMG - Formato(s): CD, download digital                   | —                 | —                 | - : + 106.000   |                                    |
| 2007                                                                            | A Un Idolo - Lançamento: 3 de Abril de 2007 - Gravadora: Sony - Formato(s): CD, download digital                   | 68                | 18                |                 |                                    |
| 2010                                                                            | Mais Além - Lançamento: 10 de Abril de 2010 - Gravadora: EMI - Formato(s): CD, download digital                    | —                 | —                 | - : 250.000     | - ABPD: 3× Platina                 |
| 2015                                                                            | Pecado Original - Lançamento: 2015 - Gravadora: Sony - Formato(s): CD, download digital                            | —                 | —                 | - : + 20.000    |                                    |
| "—" indica que a obra não foi lançada ou não emplacou no respectivo território. | |                   |                   |                 |                                    |

### Álbuns ao vivo
| 2008                                                                            | Em Casa - Ao Vivo - Lançamento: 22 de Fevereiro de 2008 - Gravadora: EMI - Formato(s): CD, DVD, download digital                                         | — | — | - : 400.000  | - ABPD: 3× Platina |
| 2010                                                                            | Mais Além - Ao Vivo - Lançamento: 10 de Dezembro de 2010 - Gravadora: EMI - Formato(s): CD, DVD, download digital                                        | — | — | - : + 40.000 |                    |
| 2012                                                                            | Eletrosamba - Lançamento: 16 de Julho de 2012 - Gravadora: Sony - Formato(s): CD, DVD, download digital                                                  | — | — | - : + 30.000 |                    |
| 2017                                                                            | DNA Musical - Lançamento: 27 de Março de 2017 - Gravadora: Som Livre - Formato(s): CD, DVD, download digital                                             | — | — | - : + 20.000 |                    |
| 2018                                                                            | Alexandre Pires Apresenta: O Baile do Nêgo Véio - Ao Vivo - Lançamento: 7 de setembro de 2018 - Gravadora: Som Livre - Formato(s): CD, download digital  | — | — |              |                    |
| 2019                                                                            | O Baile do Nêgo Véio - Ao Vivo em Jurerê Internacional - Lançamento: 23 de agosto de 2019 - Gravadora: Som Livre - Formato(s): CD, DVD, download digital | — | — |              |                    |
| 2022                                                                            | Latin Lover - Lançamento: 16 de setembro de 2022 - Gravadora: Som Livre - Formato(s): CD, DVD, download digital                                          | — | — |              |                    |
| 2023                                                                            | Na Balsa - Lançamento: 26 de maio de 2023 - Gravadora: Som Livre - Formato(s): CD, DVD, download digital                                                 | — | — |              |                    |
| "—" indica que a obra não foi lançada ou não emplacou no respectivo território. | |   |   |              |                    |

### Compilações
| Ano                                                                             | Álbum | Melhores posições | Melhores posições | Vendas | Certificações |
| Ano                                                                             | Álbum | EUA Latin         | EUA Latin Pop     | Vendas | Certificações |
| ------------------------------------------------------------------------------- | --- | ----------------- | ----------------- | ------ | ------------- |
| 2006                                                                            | Maxximum: Alexandre Pires - Lançamento: 2006 - Gravadora: Sony BMG - Formato(s): CD                               | —                 | —                 |        |               |
| 2007                                                                            | O Melhor de Alexandre Pires - Lançamento: 6 de Março de 2007 - Gravadora: Sony - Formato(s): CD, download digital | —                 | —                 |        |               |
| 2007                                                                            | Éxitos...Sólo Para Usted - Lançamento: 19 de Abril de 2007 - Gravadora: Sony - Formato(s): CD, download digital   | 49                | 14                |        |               |
| 2011                                                                            | Delírios de Amor - Lançamento: 2011 - Gravadora: Sony - Formato(s): CD, download digital                          | —                 | —                 |        |               |
| 2011                                                                            | Mis Favoritas - Lançamento: 31 de Outubro de 2011 - Gravadora: Sony - Formato(s): CD, download digital            | —                 | —                 |        |               |
| "—" indica que a obra não foi lançada ou não emplacou no respectivo território. | |                   |                   |        |               |

## Singles

### Como artista principal
| Ano  | Título                                               | Melhores posições | Melhores posições | Melhores posições | Melhores posições | Melhores posições | Álbum                    |
| Ano  | Título                                               | EUA Latin         | Latin Airplay     | EUA Latin Pop     | EUA Tropical      | POR               | Álbum                    |
| ---- | ---------------------------------------------------- | ----------------- | ----------------- | ----------------- | ----------------- | ----------------- | ------------------------ |
| 2001 | "Usted Se Me Llevó La Vida/Você Roubou a Minha Vida" | 5                 | 5                 | 18                | —                 | —                 | Alexandre Pires          |
| 2001 | "Necesidad/Necessidade"                              | 5                 | 5                 | 1                 | —                 | —                 | Alexandre Pires          |
| 2002 | "Es Por Amor/É Por Amor"                             | 8                 | 8                 | 4                 | —                 | —                 | Alexandre Pires          |
| 2002 | "A Musa das Minhas Canções"                          | —                 | —                 | —                 | —                 | —                 | Minha Vida, Minha Música |
| 2003 | "Amame/Vem Me Amar"                                  | 2                 | 2                 | 2                 | 2                 | —                 | Estrella Guia            |
| 2003 | "Quietemonos La Ropa/Eu Tiro Sua Roupa"              | 3                 | 3                 | 8                 | 17                | —                 | Estrella Guia            |
| 2003 | "En El Silencio Negro De La Noche"                   | 24                | 24                | 14                | —                 | —                 | Estrella Guia            |
| 2003 | "Bum Bum Bum"                                        | —                 | —                 | —                 | —                 | —                 | Estrella Guia            |
| 2004 | "Cosa do Destino"                                    | 4                 | 4                 | 6                 | 5                 | —                 | Alto-Falante             |
| 2004 | "Ao Sentir o Amor" (com Fat Family)                  | —                 | —                 | —                 | —                 | —                 | Alto-Falante             |
| 2005 | "Tira Ela de Mim"                                    | —                 | —                 | —                 | —                 | —                 | Meu Samba                |
| 2005 | "Apelo"                                              | —                 | —                 | —                 | —                 | —                 | Meu Samba                |
| 2006 | "Eva, Meu Amor"                                      | —                 | —                 | —                 | —                 | —                 | Meu Samba                |
| 2006 | "A Deus Eu Peço"                                     | —                 | —                 | —                 | —                 | —                 | Meu Samba                |
| 2007 | "Lo Mejor de Tu Vida"                                | 23                | 23                | 9                 | —                 | —                 | A Un Idolo               |
| 2008 | "Pode Chorar"                                        | —                 | —                 | —                 | —                 | 7                 | Em Casa - Ao Vivo        |
| 2008 | "Delírios de Amor" (com Grupo Revelação)             | —                 | —                 | —                 | —                 | —                 | Em Casa - Ao Vivo        |
| 2008 | "Estrela Cadente" (com Ivete Sangalo)                | —                 | —                 | —                 | —                 | —                 | Em Casa - Ao Vivo        |
| 2008 | "Dessa Vez Eu Me Rendo"                              | —                 | —                 | —                 | —                 | —                 | Em Casa - Ao Vivo        |
| 2009 | "Cigano"                                             | —                 | —                 | —                 | —                 | —                 | Em Casa - Ao Vivo        |
| 2009 | "Só Por Um Momento"                                  | —                 | —                 | —                 | —                 | —                 | Em Casa - Ao Vivo        |
| 2009 | "Te Amar sem Medo" (part. Perlla)                    | —                 | —                 | —                 | —                 | —                 | Em Casa - Ao Vivo        |
| 2010 | "Eu Sou o Samba" (com Seu Jorge)                     | —                 | —                 | —                 | —                 | —                 | Mais Além                |
| 2010 | "Quem É Você?"                                       | —                 | —                 | —                 | —                 | —                 | Mais Além                |
| 2010 | "Erro Meu"                                           | —                 | —                 | —                 | —                 | —                 | Mais Além                |
| 2011 | "Sissi"                                              | —                 | —                 | —                 | —                 | —                 | Mais Além - Ao Vivo      |
| 2011 | "Se Quer Saber"                                      | —                 | —                 | —                 | —                 | —                 | Mais Além - Ao Vivo      |
| 2012 | "Kong" (com Mr. Catra)                               | —                 | —                 | —                 | —                 | —                 |                          |
| 2012 | "A Chave é o Seu Perdão"                             | —                 | —                 | —                 | —                 | —                 | Eletrosamba              |
| 2012 | "Maluca Pirada" (com Mumuzinho)                      | —                 | —                 | —                 | —                 | —                 | Eletrosamba              |
| 2015 | "Barraqueira"                                        | —                 | —                 | —                 | —                 | —                 | Pecado Original          |

### Como artista convidado
| Ano  | Título                                                                  | Melhores posições | Melhores posições | Álbum                     |
| Ano  | Título                                                                  | BRA               | BEL               | Álbum                     |
| ---- | ----------------------------------------------------------------------- | ----------------- | ----------------- | ------------------------- |
| 2007 | "Abafa o Caso" (com Bruno & Marrone)                                    | 25                | —                 | Acústico II               |
| 2009 | "Não Me Ame" (com Tânia Mara)                                           | 19                | —                 | Falando de Amor - Ao Vivo |
| 2010 | "Que Cante la Vida" (com Artistas pelo Chile)                           | —                 | —                 |                           |
| 2014 | "Dar um Jeito (We Will Find a Way)" (com Santana, Wyclef Jean e Avicii) | —                 | 66                | One Love, One Rhythm      |